# 彰化縣彰化市民生國民小學
彰化縣彰化市民生國民小學，簡稱民生國小，為台灣彰化縣的一所國民小學，日治時代至今超過百年。學生人數約1200人，是一所座落於八卦山腳下的百年老校，佔地2.2公頃。創校於西元1916年3月31日，當時名為「彰化女子公學校」。直到西元1968年，校名改稱為今日的「彰化縣彰化市民生國民小學」。

## 簡史
1916年4月1日（大正5年），「彰化女子公學校」創立，以彰化孔子廟為代用校舍。1927年4月4日遷入現址上課。1941年4月1日校名改稱「彰化市春日國民學校」。1946年校名改稱「彰化市民生路國民學校」、「彰化市北區民生國民學校」。1950年校名改稱「彰化縣彰化市民生示範國民學校」。1968年臺灣九年國民義務教育實施後，更改為「彰化縣彰化市民生國民小學」。1973年8月資賦優異兒童實驗班開始實驗研究工作。1974年4月臺灣省政府教育廳指定為科學教育示範學校。1975年9月教育廳指定為體操訓練中心學校。1985年8月成立音樂班。2019年8月彰化縣民生非營利幼兒園落成。

## 歷任校長
以下資料來自《彰化市志》與民生國小100年週年紀念專刊：
| 任次   | 姓名   | 任期                  |
| ------ | ------ | --------------------- |
| 第1任  | 鄭茂淋 | 1945年12月-1968年10月 |
| 第2任  | 張農   | 1969年5月-1981年7月   |
| 第3任  | 王清   | 1981年9月-1988年8月   |
| 第4任  | 楊仙子 | 1988年9月-1997年2月   |
| 第5任  | 施仲榮 | 1997年2月-2000年2月   |
| 第6任  | 蕭賜郎 | 2000年2月-2000年8月   |
| 第7任  | 袁桂容 | 2000年8月-2007年2月   |
| 第8任  | 利明盛 | 2007年2月-2011年2月   |
| 第9任  | 林火旺 | 2011年2月-2016年1月   |
| 第10任 | 林炯炘 | 2016年2月-2018年1月   |
| 第11任 | 洪榮炎 | 2018年2月~            |

## 學校概況

### 校園環境
民生國小之主要建築設施分別為：忠孝樓、仁愛樓、信義樓、和平樓、敬業樓、尚義樓、樂群樓、求真樓。

### 特色活動
2018年5月29日，該校落成啟用彰化縣第一座創意遊戲場「鳳凰樹下的遊樂天地」，以校內一鳳凰木老樹為發想，設計理念為打開鳳凰木的樹穴，加入沙坑、滑梯的設計，提供觸覺、視覺等感官啟發。此遊戲場透過全校問卷調查的方式來決定要設置的遊樂器材，並由學生繪製設計圖供建築師參考，落成後啟用。2018年6月16日，應屆畢業生在校園內搭帳篷露營一宿，為創校百年來首度有校內宿營體驗。2021年10月1日，該校代表彰化市與日本姊妹市小松市共同分享文化資訊，進行「彰化市民生國民小學與日本小松市松東綠學園視訊文化交流」。